# 195900 Rogersudbury
195900 Rogersudbury este un asteroid din centura principală de asteroizi.

## Descriere
195900 Rogersudbury este un asteroid din centura principală de asteroizi. A fost descoperit pe 5 septembrie 2002 la Socorro, New Mexico, în cadrul proiectului LINEAR. Asteroidul prezintă o orbită caracterizată de o semiaxă mare de 3,23 ua, o excentricitate de 0,12 și o înclinație de 6,7° în raport cu ecliptica.